# Christine Delaroche
Christine Delaroche (Párizs, 1944. május 24. – ) francia színművész és énekesnő; születési neve Christine Palle volt. 1965 óta 26 filmben és televíziós show-műsorban működött közre. Legjelentősebb filmbéli alakítását a Vittorio De Sica által rendezett, 1966-ban bemutatott, Egy új világ (Un monde nouveau) című filmben nyújtotta. Mint énekesnő, a yé-yé stílus képviselőjeként vált ismertté az 1960-as évek derekán, később főleg sanzonokat énekelt.

## Életpályája
17 éves korában érettségizett, ezt követően párhuzamosan kezdett egyetemi tanulmányokat folytatni a Sorbonne-on és dramatikai tanulmányokat Tania Balachova tanítványaként. 19 évesen felvételt nyert a francia színiakadémiára (Conservatoire national supérieur d’art dramatique) is. 1964-ben debütált színpadon, televízióban pedig először 1965-ben szerepelt. Az 1960-as évek második felében meglehetősen foglalkoztatott színésznő és énekesnő volt, később viszonylag háttérbe szorult.
Azon kevés francia színésznők közé tartozik, akik brit televíziós sorozatban is szerepelhettek: ő az 1977-ben bemutatott The Avengers [francia címe Chapeau melon et bottes de cuir] sorozatban kapott szerepet.

## Filmjei
- Belphegor, avagy a Louvre fantomja (1965)
- Egy új világ (1966)
- Szentivánéji álom Le songe d'une nuit d'été (1969)
- Au théâtre ce soir (1973-1984)
- La vie des autres (1981-1984)
- Alibi-bankjegy (1984)
- Conan, a kalandor (1992-1993)
- Bűntény a paradicsomban (2001)

## Válogatott diszkográfia
- La Porte à côté – 1966
- La Fille du soleil – 1966

## Fordítás
- Ez a szócikk részben vagy egészben  a   Christine Delaroche című angol Wikipédia-szócikk fordításán alapul.  Az eredeti cikk szerkesztőit annak laptörténete sorolja fel. Ez a jelzés csupán a megfogalmazás eredetét és a szerzői jogokat jelzi, nem szolgál a cikkben szereplő információk forrásmegjelöléseként.
- Ez a szócikk részben vagy egészben  a   Christine Delaroche című francia Wikipédia-szócikk fordításán alapul.  Az eredeti cikk szerkesztőit annak laptörténete sorolja fel. Ez a jelzés csupán a megfogalmazás eredetét és a szerzői jogokat jelzi, nem szolgál a cikkben szereplő információk forrásmegjelöléseként.